# Markt Allhau
Markt Allhau è un comune austriaco di 1 873 abitanti nel distretto di Oberwart, in Burgenland; ha lo status di comune mercato (Marktgemeinde). Nel 1971 ha inglobato il comune soppresso di Buchschachen.